# Ryan Murphy
Ryan Patrick Murphy (Indianapolis, 9 novembre 1965) è un regista, produttore televisivo, sceneggiatore e produttore cinematografico statunitense.
Prolifico autore, è noto inoltre per aver creato serie televisive di grande successo, come Nip/Tuck (2003), Glee (2009), American Horror Story (2011), 9-1-1  (2018) e Monster (2022).

## Biografia
Murphy nasce e cresce a Indianapolis, Indiana in una famiglia cattolica di origine irlandese. Si diploma alla "Warren Central High School", una scuola cattolica, a Indianapolis. Della sua infanzia ricorda la madre come una "reginetta di bellezza che ha lasciato tutto per prendersi cura dei suoi due figli". Murphy, che ha pubblicamente dichiarato la sua omosessualità, frequentò l'Indiana University, dove fu membro del giornale universitario. Sia da bambino che nel periodo universitario rimane legato a gruppi corali, con i quali si esibiva.
Nel 1999 è ideatore della serie tv Popular, ritratto satirico degli studenti statunitensi nelle High School, mentre nel 2003 è l'ideatore di Nip/Tuck, ritratto lavorativo, familiare e sessuale di due chirurghi plastici di Miami, interpretati da Dylan Walsh e Julian McMahon. Nel 2006 realizza il suo primo lungometraggio Correndo con le forbici in mano, tratto dal romanzo autobiografico di Augusten Burroughs, la pellicola vanta un ricco cast che comprende attori del calibro di Annette Bening, Alec Baldwin, Brian Cox, Joseph Fiennes e Gwyneth Paltrow. Nel 2009 crea e produce la serie televisiva Glee, incentrata sulle vicende di una compagnia di canto. Per il 2010 dirige Julia Roberts in Mangia prega ama, basato sulle memorie di Elizabeth Gilbert.
Nel 2011 crea e produce la serie televisiva di successo American Horror Story, una serie antologica horror/fantasy, in cui sono presenti attori o personaggi dello spettacolo di grande calibro tra cui i Premi Oscar Jessica Lange e Kathy Bates, oltre che Evan Peters, Sarah Paulson, Matt Bomer, Connie Britton, Frances Conroy, Naomi Campbell e Lady Gaga che ha guadagnato il suo primo Golden Globe per il suo ruolo nella serie. Nel 2012 è il creatore di The New Normal, incentrata sulle vicende di una coppia gay. Nel 2014 è regista del film TV The Normal Heart ambientato negli anni '80, quando l'AIDS inizia a diffondersi. Nel 2015 crea la serie tv horror/comica Scream Queens, con Emma Roberts, Lea Michele e Jamie Lee Curtis. La serie viene cancellata dopo due stagioni, ma nel 2020 Murphy ha dichiarato di essere al lavoro su una terza stagione.
Nel 2016 produce anche un'altra serie antologica dopo American Horror Story, intitolata American Crime Story, la cui prima stagione ha tra i suoi protagonisti John Travolta e Sarah Paulson. Nel 2017 produce una nuova serie antologica, dal titolo Feud, la cui prima stagione vede il ritorno di Jessica Lange, dopo 3 anni di lontananza artistica. Nel 2018 esce negli Stati Uniti una nuova serie creata sempre dallo stesso Murphy con il collega Brad Falchuk chiamata 9-1-1; sono state confermate come attrici Connie Britton e Angela Bassett apparse nella serie tv American Horror Story. La serie sarà incentrata sul numero telefonico 911, il pronto intervento americano.
Nel 2018 produce a Broadway il musical The Boys in the Band, in scena al Booth Theatre dal 28 aprile all'11 agosto. Questo allestimento celebra il cinquantesimo anniversario di The Boys in the Band e il cast comprende Jim Parsons (Michael), Zachary Quinto (Harold), Andrew Rannells (Larry), Charlie Carver (Cowboy) e Matt Bomer (Donald) con la regia di Joe Mantello. Nel 2020 produce la serie Hollywood per Netflix.
Nel 2021 esce Halston una miniserie che racconta la vita e la carriera dell'omonimo stilista interpretato da Ewan McGregor.
Nel 2022 esce Dahmer - Mostro: la storia di Jeffrey Dahmer, incentrata sul serial killer Jeffrey Dahmer (interpretato da Evan Peters), la prima stagione della serie televisiva antologica Monster, proseguita nel 2024 con Monsters: la storia di Lyle ed Erik Menéndez, incentrata sui fratelli criminali Lyle ed Erik Menéndez interpretati da Cooper Koch e Nicholas Chavez.

### Vita privata
Si è sposato con David Miller, fotografo. Murphy e Miller hanno due bambini nati tramite surrogazione di maternità: Logan Phineas (2012) e Ford (2014).

## Filmografia

### Film
- Correndo con le forbici in mano (Running with Scissors), regia di Ryan Murphy (2006) regista, sceneggiatore e produttore
- Mangia prega ama (Eat Pray Love), regia di Ryan Murphy (2010) regista e sceneggiatore
- Glee: The 3D Concert Movie, regia di Kevin Tancharoen (2011) produttore esecutivo
- The Town That Dreaded Sundown, regia di Alfonso Gomez-Rejon (2014) produttore esecutivo
- The Normal Heart, regia di Ryan Murphy – film TV (2014) regista e produttore esecutivo
- The Boys in the Band, regia di Joe Mantello (2020) produttore
- The Prom, regia di Ryan Murphy (2020) regista e produttore esecutivo
- Mr. Harrigan's Phone, regia di John Lee Hancock (2022) produttore

### Serie televisive
- Popular (The WB, 1999-2001) ideatore, regista, sceneggiatore e produttore esecutivo
- Nip/Tuck (FX, 2003-2010) ideatore, regista, sceneggiatore e produttore esecutivo
- Glee (Fox, 2009-2015) ideatore, regista, sceneggiatore e produttore esecutivo
- American Horror Story (FX, dal 2011) ideatore, regista, sceneggiatore e produttore esecutivo
- The New Normal (NBC, 2012-2013) ideatore, regista, sceneggiatore e produttore esecutivo
- Scream Queens (Fox, 2015-2016) ideatore, regista, sceneggiatore e produttore esecutivo
- American Crime Story (FX, 2016-2021) regista e produttore esecutivo
- Feud (FX, dal 2017) ideatore, regista, sceneggiatore e produttore esecutivo
- Pose (FX, 2018-2021) ideatore, regista, sceneggiatore e produttore esecutivo
- 9-1-1 (Fox/ABC, dal 2018) ideatore, sceneggiatore e produttore esecutivo
- The Politician (Netflix, 2019-2020) ideatore, regista, sceneggiatore e produttore esecutivo
- Hollywood (Netflix, 2020) ideatore, regista, sceneggiatore e produttore esecutivo
- 9-1-1: Lone Star (Fox, 2020-2025) ideatore, sceneggiatore e produttore esecutivo
- Ratched (Netflix, 2020) regista e produttore esecutivo
- Halston (Netflix, 2021) sceneggiatore e produttore
- American Horror Stories (FX, dal 2021) ideatore, sceneggiatore e produttore esecutivo
- Monster (Netflix, dal 2022) ideatore, sceneggiatore e produttore esecutivo
- The Watcher (Netflix, dal 2022) ideatore, regista, sceneggiatore e produttore esecutivo
- American Sports Story (FX, dal 2024) ideatore, sceneggiatore e produttore esecutivo
- Grotesquerie (FX, dal 2024) ideatore, regista, sceneggiatore e produttore esecutivo
- Doctor Odyssey (ABC, 2024-2025) ideatore, sceneggiatore e produttore esecutivo
- All’s fair (2025)
- American Love Story (Disney+, dal 2026)

### Programmi televisivi
- The Glee Project (Oxygen, 2011-2012) produttore esecutivo
- I diari di Andy Warhol (Netflix, 2022) produttore esecutivo

## Teatro
- Lungo viaggio verso la notte (2016) – produttore
- The Boys in the Band (2018) – produttore

## Riconoscimenti
Golden Globe 
- 2014:[2]
  - Candidatura per la miglior miniserie o film per la televisione per American Horror Story: Coven
- 2015:
  - Candidatura per la miglior miniserie o film per la televisione per The Normal Heart
- 2016:
  - Candidatura per la miglior miniserie o film per la televisione per American Horror Story: Hotel
- 2017:
  - Miglior miniserie o film per la televisione per Il caso O. J. Simpson: American Crime Story
- 2018:
  - Candidatura per la miglior miniserie o film per la televisione per Feud
- 2019:
  - Candidatura per miglior serie drammatica per Pose
  - Miglior miniserie o film per la televisione per L'assassinio di Gianni Versace - American Crime Story
- 2020
  - Candidatura per la miglior serie commedia o musicale per The Politician
- 2021
  - Candidatura per la miglior serie drammatica per Ratched
- 2022:
  - Candidatura per la miglior serie drammatica per Pose
  - Candidatura per la miglior miniserie o film per la televisione per Impeachment: American Crime Story
- 2023:
  - Candidatura per la miglior miniserie o film per la televisione per Dahmer - Mostro: la storia di Jeffrey Dahmer
  - Golden Globe alla carriera televisiva

 Premio Emmy 
- 2010:[3]
  - Candidatura per la miglior serie commedia per Glee
  - Miglior regia per una serie commedia per l’episodio Voci fuori dal coro di Glee
  - Candidatura per miglior sceneggiatura per una serie commedia per l’episodio Voci fuori dal coro di Glee
- 2011:
  - Candidatura per la miglior serie commedia per Glee
- 2012:
  - Candidatura per la miglior miniserie per American Horror Story: Murder House
  - Candidatura per il miglior design dei titoli di testa per American Horror Story: Murder House
- 2013:
  - Candidatura per la miglior miniserie per American Horror Story: Asylum
  - Candidatura per la miglior design dei titoli di testa per American Horror Story: Asylum
- 2014:
  - Miglior film per la televisione per The Normal Heart
  - Candidatura per la miglior regia per un film, miniserie o speciale drammatico per The Normal Heart
  - Candidatura per la miglior miniserie per American Horror Story: Coven
  - Candidatura per la miglior design dei titoli di testa per American Horror Story: Coven
- 2015:
  - Candidatura per la miglior miniserie per American Horror Story: Freak Show
  - Candidatura per la miglior regia per un film, miniserie o speciale drammatico per Il circo degli orrori
  - Candidatura per il miglior design dei titoli di testa per American Horror Story: Freak Show
  - Candidatura per il miglior programma di classe speciale – Programmi non-fiction in formato breve per American Horror Story: Extra-Ordinary Artists
- 2016:
  - Candidatura per la miglior miniserie per Il caso O. J. Simpson: American Crime Story
  - Candidatura per la miglior regia per un film, miniserie o speciale drammatico per Dalle ceneri della tragedia
- 2017:
  - Candidatura per la miglior miniserie per Feud
  - Candidatura per la miglior regia per un film, miniserie o speciale drammatico per E la vincitrice è... (gli Oscar del 1963)
  - Candidatura per la miglior sceneggiatura per un film, miniserie o speciale drammatico per Pilota
  - Candidatura per la miglior sceneggiatura per un film, miniserie o speciale drammatico per E la vincitrice è... (gli Oscar del 1963)
  - Candidatura per il miglior corto non-fiction per Feud: Bette And Joan: Inside Look
  - Candidatura per il miglior design dei titoli di testa per Feud
- 2018:
  - Miglior miniserie per L'assassinio di Gianni Versace - American Crime Story
  - Miglior regia per un film, miniserie o speciale drammatico per L'uomo da copertina
  - Candidatura per il miglior corto non-fiction per The Assassination Of Gianni Versace: American Crime Story: America’s Obsessions
- 2019:
  - Candidatura per la miglior serie televisiva drammatica per Pose
- 2020:
  - Candidatura per il miglior corto non-fiction per Pose: Identity, Family, Community
- 2021:
  - Candidatura per la miglior serie televisiva drammatica per Pose
  - Candidatura per la miglior sceneggiatura per un film, miniserie o speciale drammatico per Finale della serie
  - Candidatura per la migliore direzione artistica per una serie in musica per Halston
  - Candidatura per il miglior corto non-fiction per Pose: Identity, Family, Community
- 2022:
  - Candidatura per il miglior documentario o programma non-fiction per I diari di Andy Warhol (The Andy Warhol Diaries)
- 2023:
  - Candidatura per la miglior miniserie per Dahmer - Mostro: la storia di Jeffrey Dahmer

 Grammy Award 
- 2011 – Candidatura per la miglior colonna sonora compilation per un film, televisione o altri media audio-visivi per Glee: The Music, Volume 1
- 2012 – Candidatura per la miglior colonna sonora compilation per un film, televisione o altri media audio-visivi per Glee: The Music, Volume 2

 Tony Award 
- 2016 – Candidatura per il Miglior revival di un'opera teatrale per Lungo viaggio verso la notte
- 2019 – Candidatura per il Miglior revival di un'opera teatrale per The Boys in the Band